# Grenade (singel)
Grenade (pol. Granat) – drugi singel amerykańskiego piosenkarza Bruno Marsa, nagrany w stylu pop i R&B, pochodzący z jego pierwszego albumu studyjnego „Doo-Wops & Hooligans”. Piosenkę wydano 28 września 2010, przez Atlantic i Elektra. Autorem tekstu jest Bruno Mars, Philip Lawrence, Ari Levine, Brody Brown, Claude Kelly i Andrew Wyatt. Utwór uplasował się na 1. pozycji w Australii, Kanadzie, Irlandii, Nowej Zelandii i Wielkiej Brytanii, a w Billboard Hot 100, #3. W Nowej Zelandii, singel zdobył platynową płytę. W Polsce piosenka ta przez cztery tygodnie była na 1. pozycji w prestiżowym notowaniu Polish Airplay Chart i przez dwa tygodnie na 1. pozycji w notowaniu Polish Video Chart. Teledysk ukończono i wydano w połowie listopada 2010.

## Lista utworów

### Digital download
1. "Grenade" – 3:42

### German CD single
1. "Grenade" (album version) – 3:45
2. "Just the Way You Are" (Carl Louis & Martin Danielle Classic Mix) – 5:17

### The Grenade Sessions digital EP
1. "Grenade" – 3:45
2. "Catch a Grenade" (The Hooligans Remix) – 3:30
3. "Grenade" (Passion Pit Remix) – 6:10
4. "Grenade" (acoustic) – 4:09
5. "Grenade" (music video) – 3:40